# قرة قويونلو (شاهين دج)
قرة قويونلو هي قرية في مقاطعة شاهين دج، إيران. عدد سكان هذه القرية هو 791 في سنة 2006.